# Jean-Luc Herbulot
Jean-Luc Herbulot est un réalisateur et scénariste franco-congolais, né en 1983 à Pointe-Noire, République du Congo.

## Biographie
Herbulot a commencé à dessiner et à écrire des histoires à un âge précoce. Ses activités comprenaient l'écriture, le dessin, la composition de musique, le travail sur les jeux vidéo et la conception graphique.
En 2004, alors qu'il étudie le montage dans le cadre de ses études multimédia à l'IUT de Marne-la-Vallée, il réalise son premier court métrage, intitulé Vierge(s), pour lequel il réalise également la scénarisation, le storyboard, l'éclairage, le montage et la sortie DVD. Il obtient le grand prix du Festival SRC, organisé à l'IUT de Haguenau cette année-là.
Herbulot est diplômé en tant que chef de projet multimédia et a commencé à travailler pour TF1 en tant que graphiste puis Directeur Artistique. Parallèlement, il crée sa propre société de production, qui réalise des clips musicaux exclusivement pour des artistes indépendants, afin de maintenir des standards créatifs élevés pour les productions à petit budget.
En 2009, il réalise et co-produit le film Concurrence loyale, avec Thierry Frémont et Sagamore Stévenin. Le film est acheté par Canal+, Orange et distribué en Italie, en Espagne, en Russie et en Afrique du Nord.[réf. nécessaire]
Herbulot gagne sa première récompense pour un clip de musique au the French International Music Video Festival pour le clip de la chanson "Blokkk Identitaire" des rappeurs Medine and Youssoupha en 2013.
En 2014, il écrit et réalise le film Dealer,, son premier film indépendant en France, dont la première a lieu au Fantasia International Film Festival in Montreal, Canada, et ouvre L'Étrange Festival à Paris. Le film est inspiré de la vie de l'acteur français Dan Bronchinson et devient le 1er film indépendant français acheté et distribué par Netflix.
En 2019, il crée et réalise la série Sakho & Mangane, tournée à Dakar pour Canal+ Afrique, avec les acteurs 
Yann Gael et Issaka Sawadogo. 
En 2020, il écrit et réalise ensuite le long métrage Saloum, produit par Pamela Diop, productrice franco-sénégalaise. Saloum, un western africain mêlant plusieurs genres. Sélectionné au Festival international du film de Toronto 2021, le film reçoit plusieurs prix, dont le prix de la meilleure réalisation au Austin Fantastic Fest 2021 au Texas.  
En 2021, il écrit et réalise son 3e long métrage : ZER0, une co-production americano-sénégalaise tournée en anglais à Dakar.

## Filmographie
- 2004 ː Vierge(s)[1]
- 2009 ː Concurrence loyale (Loyal Competition)
- 2014 ː Dealer
- 2019 ː Sakho & Mangane
- 2020 ː Saloum
- 2024 : Jour de colère (Interstate, il profumo della morte)[11]